# Мориси
Стивен Патрик Мориси (енгл. Steven Patrick Morrissey; Ланкашир, 22. мај 1959), најпознатији као Мориси, енглески је кантаутор и писац. Након краткотрајне каријере у панк рок бенду The Nosebleeds касних 1970-их, постао је славан као певач и вођа групе The Smiths. Након распада групе 1987. године, наставио је соло каријеру и издао неколико албума у истом стилу. Десет песама са његових соло албума пласирало се међу десет најпопуларнијих синглова на енглеским топ-листама.
Распрострањено је мишљење да је Мориси један од највећих иноватора у инди музици. У музичком часопису Њу мјузикал експрес описан је као „један од најутицајнијих умјетника свих времена“, а лист Индепендент је коментарисао да „већина поп звијезда мора да умре да би достигла култни статус који је Мориси постигао за живота“.
England is Mine, биографска драма базирана на ранијем периоду Морисијевог живота, пре него што је 1982. са Џонијем Маром основао The Smiths, премијерно је приказана у јулу 2017. године. Првобитно назван Steven (Морисијево име), назив овог филма је касније преузет из стихова песме Still III Смитса: England is mine, and it owes me a living. Морисија у филму глуми Џек Лоуден.

## Соло дискографија

### Студијски албуми
- (1988)
- (1991)
- (1992)
- (1994)
- (1995)
- (1997)
- (2004)
- (2006)
- (2009)
- (2014)
- (2017)
- (2019)
- (2020)

| - (1991) - (1993) - (2005) | - (1990) - (1995) - (1997) - (1998) - (2000) - (2000) - (2001) - (2008) - (2009) - (2011) |

## Награде и номинације
- Награде Кју

| Година | Категорија               | Номиновано дело | Исход      |
| ------ | ------------------------ | --------------- | ---------- |
| 1994.  | Награда за аутора песама | —               | Освојено   |
| 2004.  | Најбоља песма            |                 | Номинација |

- Награде Греми

| Година | Категорија                        | Номиновано дело | Исход      |
| ------ | --------------------------------- | --------------- | ---------- |
| 1993.  | Најбољи албум алтернативне музике |                 | Номинација |

## Књиге
- (1981)
- (1983)
- (1998)
- Аутобиографија (2013)
- Списак изгубљених (2015)

## Наступи у Србији
| Датум              | Место    | Простор                 | Напомене                 | Изв.        |
| ------------------ | -------- | ----------------------- | ------------------------ | ----------- |
| 7. јул 2006.       | Нови Сад | Петроварадинска тврђава | у оквиру фестивала Егзит | [ 3 ]       |
| 10. децембар 2014. | Београд  | Белекспоцентар          | —                        | [ 4 ] [ 5 ] |